# كأس كازاخستان 2015
كأس كازاخستان 2015 (بالروسية: Кубок Казахстана по футболу 2015)‏ هو الموسم 24 من كأس كازاخستان. أقيم خلال الفترة 29 مارس 2015 وحتى 21 نوفمبر 2015، وأشرف على تنظيمه اتحاد كازاخستان لكرة القدم، وكان عدد الأندية المشاركة فيه 25، وفاز فيه نادي كايرات.